# Albert Gottfried Dietrich
Albert Gottfried Dietrich (Danzica, 8 novembre 1795 – Berlino, 22 maggio 1856) è stato un botanico tedesco.

## Biografia
Dietrich fu curatore presso l'Orto botanico di Berlino e fu istruttore presso l'Istituto di orticoltura a Berlino-Schöneberg.
Dal 1833 al 1856, in collaborazione con Christoph Friedrich Otto (1783–1856), fu editore di Allgemeine Gartenzeitung, una rivista dedicata al giardinaggio.

## Opere principali
- Terminologie der phanerogamischen Pflanzen ..., 1829
- Flora regni borussici, 1833–1844
- Allgemeine Naturgeschichte und specielle Zoologie für Pharmaceuten und Mediciner, Enslin, Berlin (1842).